# Augustin Lippi
Augustin Lippi (París, 1678 - Sennar, 10 de noviembre de 1705) fue un médico, botánico y explorador francés de origen italiano.

## Biografía
En 1703, Fagon, superintendente del Jardín del Rey, pidió a Lippi que se uniera a la misión encabezada por Le Noir du Roule. Este embajador había sido enviado por Luis XIV a la capital del imperio etíope, Gondar, para reunirse con el emperador Iyasu I y establecer relaciones diplomáticas con Abisinia.
Exploraron el territorio sudanés situado entre el Alto Egipto y Nubia, en 1704. Cuando entraron en el sultanato de Sennar, al norte del actual territorio de Sudán, en mayo de 1705, quedaron retenidos. Lippi fue asesinado en Sannar junto a Le Noir du Roule y el resto de miembros de la expedición en noviembre de ese año. 
En Egipto, antes de comenzar la expedición, Lippi tomó la precaución de enviar su colección de muestras de plantas a Francia. Posteriormente se incorporaron al herbario histórico del botánico Antoine de Jussieu, conservado en el Museo Nacional de Historia Natural, en París.

## Eponimia
Linneo dedicó el género Lippia de la familia Verbenaceae en honor a Lippi.